# Els Tres de Gràcia
Els Tres de Gràcia foren un grup de tres joves membres de l'Assemblea de Joves de Gràcia (AJG) detinguts a l'abril de 2002 a Barcelona sota l'acusació d'haver comès un presumpte delicte de terrorisme vinculat a l'incendi d'oficines bancàries. El 2006, després de quatre anys de mobilitzacions per part de col·lectius socials, veïns i entitats per tal d'aturar el judici, l'Audiència Nacional va acabar arxivant el cas per manca d'indicis. El tres joves graciencs foren batejats amb el sobrenom els Tres de Gràcia, inspirat en els populars Quatre de Guildford, condemnats injustament per un crim que no havien comès.

## La ràtzia

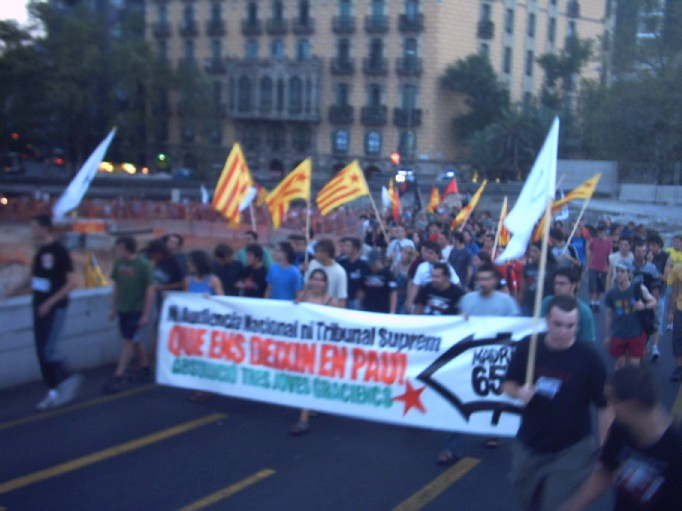
Manifestació convocada el dijous 20 d'agost de 2004 en solidaritat amb els encausats.

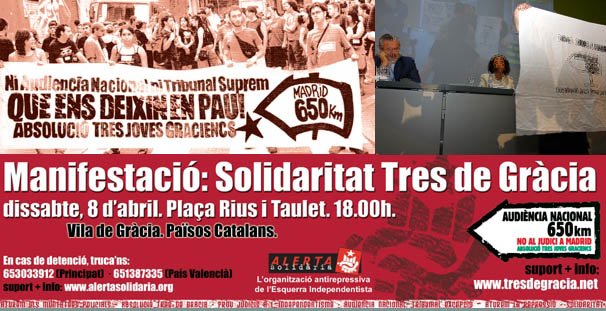
Cartell convocant a una manifestació solidària amb els Tres de Gràcia el dissabte 8 d'abril de 2006.

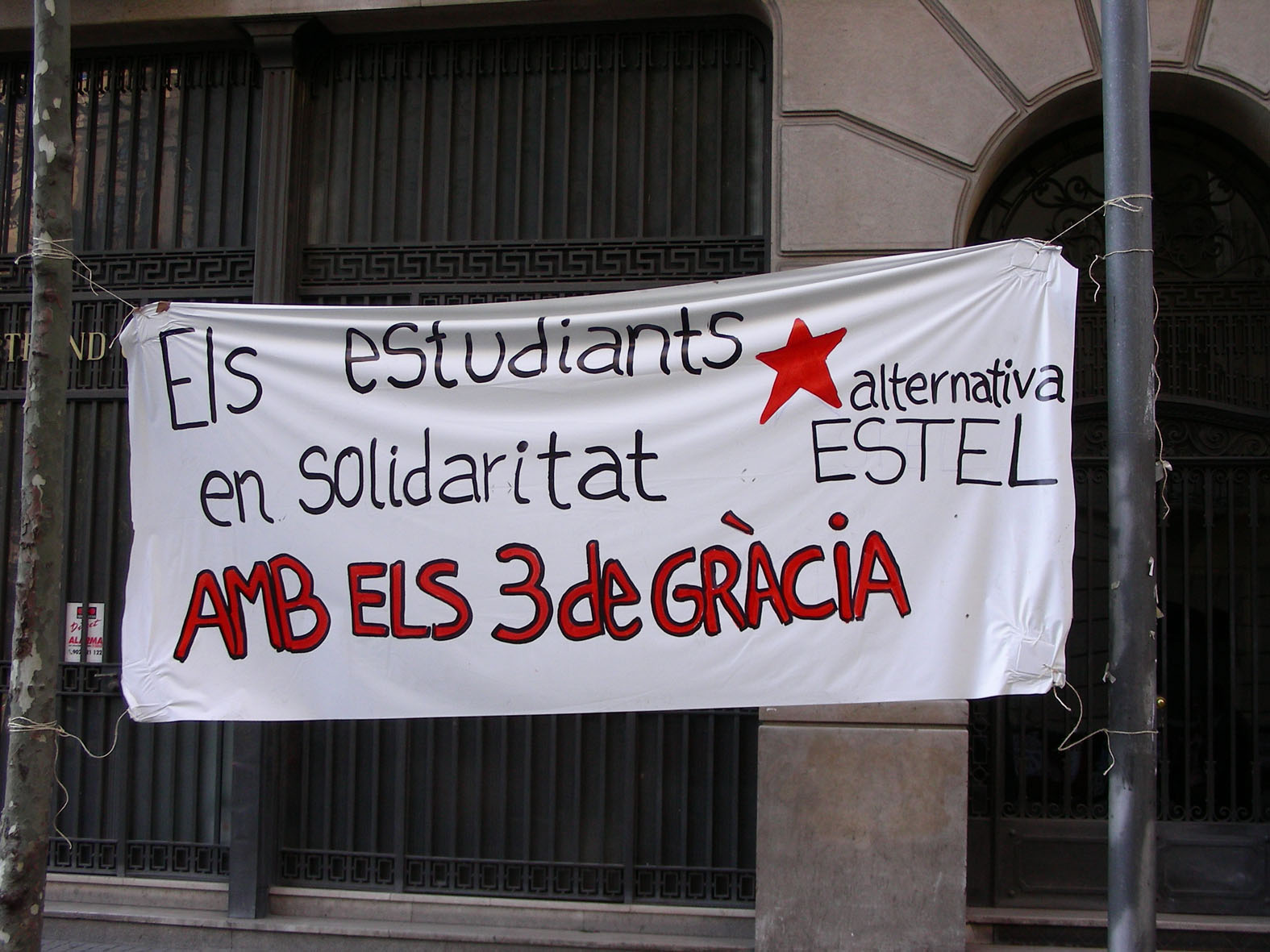
Pancarta de l'organització Alternativa Estel penjada a la Vila de Gràcia durant la manifestació del 8 d'abril de 2006.

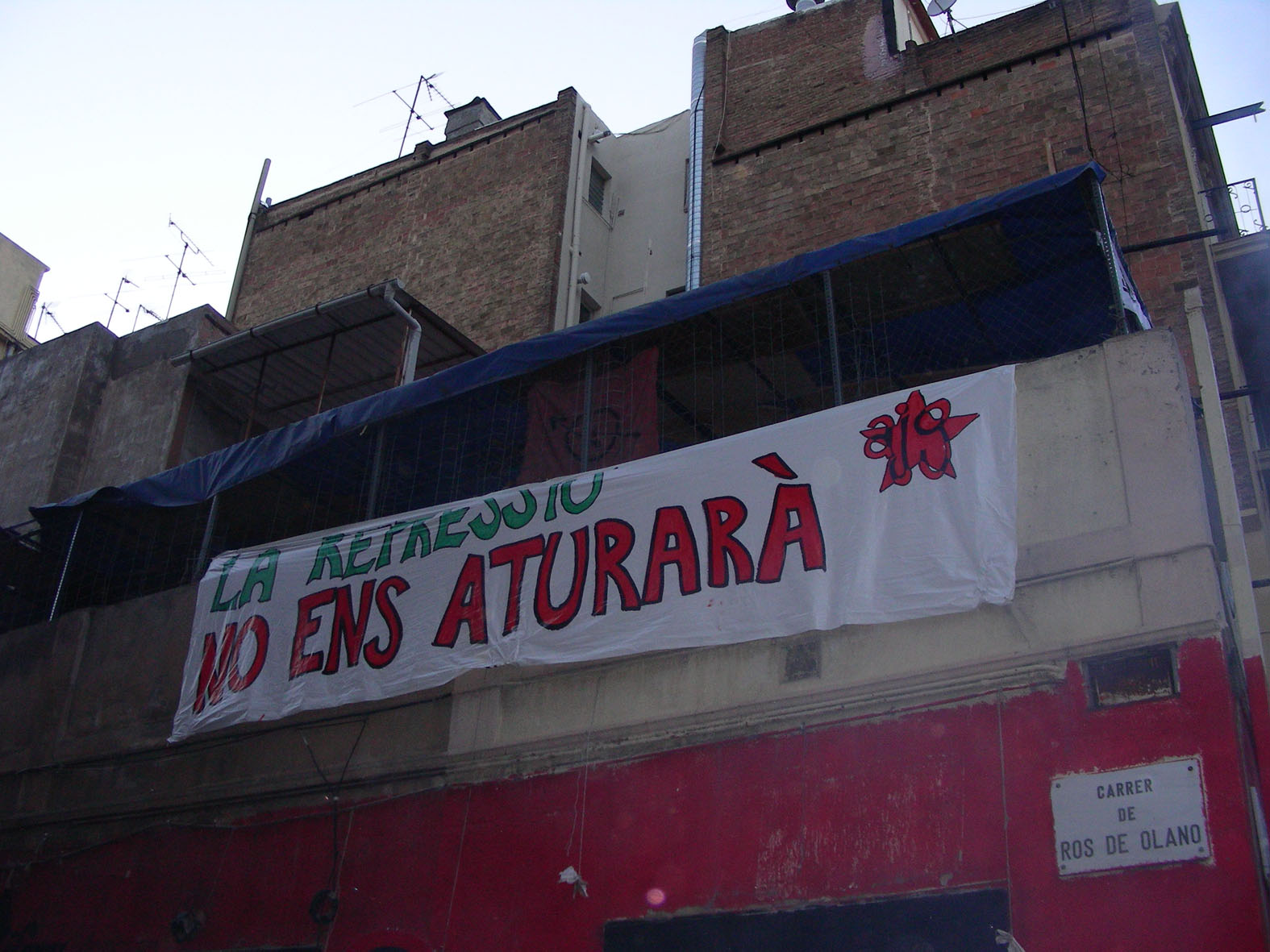
Pancarta penjada a la façana del Casal Popular de Gràcia contra la repressió (2006).

La ràtzia contra els joves de Gràcia fou portada a terme per la brigada d'informació de la Policia Nacional, que va practicar les primeres detencions el dissabte 13 d'abril de 2002 i les va continuar fins al dilluns. L'operació es va saldar amb cinc detinguts d'entre 18 i 19 anys, tres dels quals formaven par de l'AJG. Tres altres joves, d'entre 14 i 15 anys, foren també detinguts i posats en llibertat tot seguit, quedant sota tutela familiar pel fet de ser menors d'edat.
Els detinguts foren conduïts a la comissaria de la Via Laietana, en espera de passar a disposició judicial i acusats d'haver portat a terme repetits atacs contra caixers automàtics. En el darrer dia de la ràtzia, el dilluns 15 d'abril, la policia va escorcollar també el Casal Popular de Gràcia, seu de l'AJG.
Tres dels detinguts van declarar al Jutjat d'instrucció núm. 29 de Barcelona, situat aleshores al passeig de Lluís Companys, i foren seguidament posats en llibertat amb càrrecs. Els altres dos detinguts, pels quals el jutge havia ordenat presó preventiva, foren conduïts a la Model. Un d'ells fou posat en llibertat l'endemà mateix mentre que en Carles Miquel restà reclòs al Centre Penitenciari de Joves de Trinitat Vella durant setmanes.

## Maltractaments i tortures
Els tres joves van denunciar que durant la seva detenció havien patit maltractes i tortures per part de la policia. El magistrat va admetre a tràmit la querella i el 2003 tres policies de la brigada provincial d'informació van haver de declarar al Jutjat d'Instrucció núm. 14 de Barcelona, inculpats per sis suposats delictes. Entre altres, els agents foren acusats de detenció il·legal, amenaces, coaccions i tortures.
Per altra banda, el testimoni en el qual es basava l'acusació contra els Tres de Gràcia, menor d'edat, havia estat també coaccionat i torturat abans d'inculpar els tres joves, segons afirmava l'advocat defensor.

## Acusació i desenllaç
Un cop finalitzada la ràtzia, tres membres de l'AJG, foren acusats de presumpta pertinença a un grup terrorista anomenat Escamot Barcelona d'Alliberament Nacional (EBAN), responsable d'haver fet esclatar un artefacte explosiu en una oficina bancària.
L'acusació es basava en les declaracions d'un menor d'edat detingut. No obstant, la defensa dels Tres de Gràcia havia mantingut i reiterat des del principi que el menor havia delatat els seus companys sota les ordres i la pressió dels policies que l'havien detingut i torturat. Malgrat tot, en comptes de ser jutjats per Audiència Provincial, el Jutjat d'Instrucció núm. 29 de Barcelona va decidir enviar el cas dels Tres de Gràcia a l'Audiència Nacional per considerar que es tractava d'un grup terrorista.
El 2006, després de quatre anys de contínues protestes i mobilitzacions per part de col·lectius socials, veïns i entitats per tal d'aturar el judici, el jutge Ismael Moreno va dictar el sobreseïment del cas atenent-se als mateixos informes que la Fiscalia. Per manca de proves i d'indicis, doncs, el judici no va arribar a tenir lloc i fou directament arxivat per l'Audiència Nacional espanyola.

## Solidaritat
La decisió d'enviar el cas a l'Audiència Nacional i aplicar la llei antiterrorista als encausats fou interpretada com un nou intent per part de la política estatal de colpejar el jovent independentista, tal com ja havia passat els anys 1990 amb la polèmica Operació Garzón. La decisió va desencadenar un gran moviment de solidaritat amb els Tres de Gràcia, amb moltes manifestacions i actes de suport. Tres mil veïns i veïnes de Gràcia es van arribar a inculpar en solidaritat amb els acusats i fins i tot el ple del districte de Gràcia va arribar a aprovar una moció el 6 de juliol de 2004 perquè els joves no fossin jutjats a Madrid sinó a Barcelona. La resolució fou recolzada per tots els partits amb representació al ple (PSC, CiU, ERC, EUiA i ICV) menys el PP. Els regidors Ferran Mascarell (PSC) i Ricard Martínez (ERC) van demanar que no es barregés l'Assemblea de Joves de Gràcia amb la Kale Borroka del País Basc.

## Gràcia de dol
El 18 d'agost de 2011 en Josep Mayoral, un dels Tres de Gràcia, va morir en un accident de trànsit. El jove de 27 anys, que anava en motocicleta, fou envestit per una furgoneta que es va saltar un semàfor al carrer Pàdua, altura de l'avinguda República Argentina. Les festes alternatives de Gràcia a la plaça del Raspall i al carrer Sant Pere Màrtir van paralitzar les seves activitats en senyal de dol per la mort de Mayoral, molt vinculat a la vida social del barri i col·laborador habitual en la preparació de les festes.
El periodista i activista David Fernández va manifestar en senyal de dol a Mayoral que «la història posa cadascú al seu lloc. I en Josep té el seu ... a la Vila de Gràcia, a la memòria col·lectiva i a la lluita pels drets civils als Països Catalans. A força d'hores de solidaritat i amistat, lluita social i un compromís juvenil antifeixista inoblidable. Seguim, seguirem. Amb tu. Gràcies, Josep».